# Thomas Anthony Dooley III

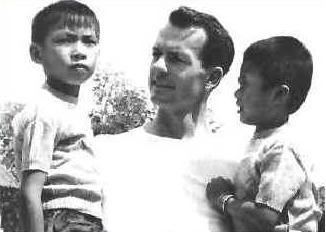
Dooley im Einsatz

Thomas Anthony Dooley III (17. Januar 1927 – 18. Januar 1961) war ein amerikanischer Arzt, der zu Beginn des amerikanischen Engagements im Vietnamkrieg in Südostasien tätig war. Während seines Dienstes als Arzt in der US-Marine und danach wurde er für seine humanitären und antikommunistischen politischen Aktivitäten bekannt, die er bis zu seinem frühen Krebstod ausübte. Nach seinem Tod erfuhr die Öffentlichkeit, dass er von der Central Intelligence Agency als Geheimdienstmitarbeiter rekrutiert worden war und zahlreiche Beschreibungen von Gräueltaten der Vietminh in seinem Buch Deliver Us From Evil erfunden waren.

## Jugend und Studium
Dooley wurde in St. Louis, Missouri, geboren und wuchs in einer in der Stadt bekannten römisch-katholischen irisch-amerikanischen Familie auf. Er besuchte die katholische St. Rochus Schule und die St. Louis University High School; an beiden war er ein Klassenkamerad von Michael Harrington. Anschließend besuchte er die University of Notre Dame, schloss aber nur fünf Semester ab. 1944 meldete er sich als Sanitäter bei der United States Navy und diente in einem Marinekrankenhaus in New York City. Im Jahr 1946 kehrte er nach Notre Dame zurück, verließ die Universität aber ohne einen Abschluss. Später, am 5. Juni 1960, verlieh ihm Notre Dame die Ehrendoktorwürde. Er studierte an der Saint Louis University School of Medicine. Nach seinem Abschluss im Jahr 1953 und der Wiederholung seines letzten Studienjahres trat er in die Marine ein. Er absolvierte seine Facharztausbildung auf dem Marine Corps Base Camp Pendleton, Kalifornien, und anschließend in Yokosuka, Japan. 1954 wurde er der USS Montague zugeteilt, die nach Vietnam unterwegs war.

## Humanitärer Helfer, Autor und Geheimdienstmitarbeiter
Dooley hat drei populäre Bücher verfasst, in denen er seine Aktivitäten in Vietnam und Laos beschreibt: Deliver Us From Evil, The Edge of Tomorrow und The Night They Burned the Mountain.Im August 1954 wurde Dooley zur Task Force Ninety versetzt, einer Einheit, die an der Evakuierung von über 600.000 Nordvietnamesen beteiligt war, die als Operation Passage to Freedom bekannt wurde. Hier diente er als französischer Dolmetscher und medizinischer Offizier für eine Einheit für Präventivmedizin in Haiphong. Er beaufsichtigte schließlich den Bau und die Instandhaltung von Flüchtlingslagern in Haiphong bis Mai 1955, als die Vietminh die Stadt übernahmen. Im Juni 1955 kehrte er nach Yokosuka, Japan, zurück.

### CIA-Rekrutierung und „Deliver Us From Evil“
Dooley wurde der von der Military Advisory Assistance Group gesponserten Medical Intelligence Task Force zugeteilt, deren Leiter, Generalleutnant John W. O’Daniel, ein aktiver Verbündeter von Ngo Dinh Diem war. Zu seinen offiziellen Aufgaben gehörte das Sammeln von Proben für epidemiologische Arbeiten, „aber seine Hauptrolle war die eines Verbindungsmannes zwischen der Flüchtlingskampagne...Operation Passage to Freedom und amerikanischen Reportern und Politikern mit Interesse an Südostasien.“ Als Dank für seine Arbeit als „Sprecher“ erhielt der Arzt von Diem die höchste Auszeichnung des Präsidenten. Während dieser Zeit schrieb er zahlreiche Briefe an seine Mutter, von denen sie viele an Reporter weitergab; die Briefe wurden dann in der lokalen Presse gedruckt, unter anderem im St. Louis Globe-Democrat. [2] In den meisten dieser Briefe wurde sein persönlicher Beitrag zur Flüchtlingsarbeit übertrieben dargestellt. Trotz seiner Selbstdarstellung war er "unermüdlich in der Betreuung seiner Patienten"[4] Zum Aspekt der „Selbstverherrlichung“ seiner Persönlichkeit sagte er, dass man, wenn man in der modernen Welt humanitär tätig sein wolle, „es wie ein Geschäft führen müsse. Man braucht die Madison Avenue, Pressearbeit, Fernsehen, Radio... und natürlich wird man dafür verurteilt, dass man Publicity sucht“; er argumentierte, dass die Tatsache, dass er zwischen 1954 und 1958 in der Lage war, 100 Menschen pro Tag zu versorgen, wobei MEDICO später 2000 Menschen pro Tag behandelte, diesen Ansatz der Humanität rechtfertigte.
Dooley wurde schon bald von Oberstleutnant Edward G. Lansdale, dem Leiter des CIA-Büros in Saigon, als Mitarbeiter rekrutiert. Er wurde als Symbol für die vietnamesisch-amerikanische Zusammenarbeit ausgewählt und ermutigt, über seine Erfahrungen in den Flüchtlingslagern zu schreiben. Die CIA, USAID und verschiedene andere Organisationen führten „Spendensammlungen für die Flüchtlinge durch“, wie er später in seinen Büchern beschrieb. In den Pentagon Papers wurde später vermerkt, dass er bei der Sammlung nachrichtendienstlicher Informationen „erheblich geholfen“ habe.
William Lederer, der Autor des Buches The Ugly American, half dabei, diese Phase von Dooleys Karriere einzuleiten. Lederer, der zu dieser Zeit als Presseoffizier bei der Admiralität tätig war, schätzte die Eloquenz von Dooleys Lageberichten und schlug ihm vor, ein Buch zu schreiben. Unmittelbar vor der Veröffentlichung verbrachten er und Lederer zwei Wochen damit, gemeinsam an dem Manuskript zu feilen. Lederer war in dieser Zeit auch für die CIA tätig.
1956 wurde Deliver Us from Evil ein Bestseller und machte ihn zu einer Ikone der amerikanischen humanitären und antikommunistischen Aktivitäten im Ausland. Seine anschaulichen Berichte über kommunistische Gräueltaten an katholischen Flüchtlingen waren nicht nachprüfbar. Es wurde behauptet, dass Dooley Beschreibungen von Ereignissen weitergab, die von Landsdale und seinem Team erfunden worden waren. 1956 legten US-Beamte, die während seiner Dienstzeit in der Region Hanoi-Haiphong stationiert waren, der US-Informationsbehörde einen ausführlichen Bericht vor, in dem sie feststellten, dass Berichte in Deliver Us from Evil „nicht den Tatsachen entsprechen und übertrieben sind“. Diese Berichte blieben jedoch fast dreißig Jahre lang geheim.
Dooleys Buch enthielt außergewöhnlich blutige Geschichten über religiöse Verfolgung. Der Arzt behauptete, die Vietminh hätten Kindern Stäbchen in die Ohren gesteckt, damit sie das Vaterunser nicht hören konnten, und regelmäßig katholische Ausbilder verstümmelt. Am aufsehenerregendsten war die von ihm erfundene Geschichte, dass die Vietminh einem Priester Nägel in den Kopf schlugen. Er behauptete auch, Ho Chi Minhs Truppen hätten "mehr als 1000 einheimische Frauen in Hanoi missbraucht. Dreißig Jahre nach seinem Tod sagte der Ko-Autor William Lederer, dass die beschriebenen Gräueltaten nicht stattgefunden hatten. Damals vermittelte Lederer jedoch einen Deal mit Reader’s Digest, um Dooleys Behauptungen zu veröffentlichen, und er benutzte ihn als Vorbild für Pater John Finian, eine Heldengestalt in The Ugly American. Kritiker lobten die Fähigkeit des Buches, Schrecken und Leid zu beschreiben, aber einer bemerkte, dass „sein Buch weniger glücklich ist, wenn er versucht, den historischen Hintergrund auszufüllen“. Dooleys Verständnis für die geopolitische Situation war oberflächlich.

### Entlassung aus der Marine und Hilfswerk in Laos
Dooley befand sich auf einer Werbetour für dieses Buch, als gegen ihn wegen seiner Beteiligung an homosexuellen Aktivitäten ermittelt wurde. Sein Austritt aus der Marine wurde positiv geschildert; Dooley wolle sich nun ganz den Menschen in Vietnam widmen. Er gründete mit drei ehemalige Marine-Soldaten mit Unterstützung des Internationalen Rettungskomitees ein Krankenhaus in der Nähe von Luang Namtha, Laos. Zu dieser Zeit unterhielt das Internationale Rettungskomitee eine geheime Arbeitsbeziehung mit der CIA in Südostasien. In dem Artikel „Why I'm A Jungle Medic“ (Warum ich ein Dschungelsanitäter bin), 1958 in der Zeitschrift Think veröffentlicht, sagte Dooley, dass sie sich für Laos entschieden hätten, weil es in dem Land mit 3.000.000 Einwohnern nur einen einzigen „echten“ Arzt gebe. Er erklärte dem laotischen Gesundheitsminister, dass er in einem Gebiet nahe der chinesischen Grenze arbeiten wolle, weil dort medizinische Not herrsche und die Menschen von Propaganda manipulierte werden.
Dooley gründete die Medical International Cooperation Organization (MEDICO), unter deren Schirmherrschaft er Krankenhäuser in Nam Tha, Muong Sing (fünf Meilen südlich der chinesischen Grenze) und Ban Houei Sa errichtete. Der Plan für MEDICO sah vor, kleine Krankenhäuser zu bauen, zu lagern, zu versorgen und das Personal auszubilden; nach 16 Monaten sollten diese Krankenhäuser an die Regierung des Gastlandes übergeben werden.
Während Dooley die laotischen Flüchtlinge medizinisch versorgte, sammelte er auch nachrichtendienstliche Informationen für die CIA. Er verfolgte die Bewegungen der Zivilbevölkerung und gab Sanitätern der US-Spezialeinheiten, die sich als zivile Ärzte ausgaben, Deckung.

### Weitere Bücher
Dooley schrieb zwei weitere Bücher, The Edge of Tomorrow und The Night They Burned the Mountain, die sich mit seiner Erfahrungen in Laos befassten. Hier beschrieb er weitere Gräueltaten, die seiner Darstellung nach von kommunistischen Soldaten begangen wurden. Im letztgenannten Buch äußerte er starke politische Ansichten über die laotische Krise von 1960 und verteidigte den von „einem seiner engsten Freunde“, Phoumi Nosavan, angeführten Rechtsputsch. Er bezweifelte, ob das US-amerikanische Modell Demokratie sich auf Laos übertragen ließe.

### Auszeichnungen
Laut der umfassenden Biografie von James Fisher blieb Dooley bis zu seinem Tod ein gläubiger Katholik. Bei seiner Beerdigung beschrieb ihn US-Senator Stuart Symington als „einen jener seltenen Amerikaner, die wirklich ein Weltbürger sind.“ Nach seinem Tod nannte John F. Kennedy ihn als Musterbeispiel, als er das Friedenskorps ins Leben rief. Außerdem wurde er nach seinem Tod mit der Goldmedaille des Kongresses ausgezeichnet. Er wurde auf dem Calvary-Friedhof in St. Louis beigesetzt.
In einer Gallup-Umfrage aus dem Jahr 1959 wurde Dooley von der amerikanischen Öffentlichkeit auf Platz 7 der meistbewunderten Menschen der Welt gewählt. Im Jahr 1961 belegte er den dritten Platz, hinter Präsident Dwight D. Eisenhower und dem Papst. Doch dann wurde sein Vermächtnis mit der politischen Kontroverse um den Vietnamkrieg verwoben. Infolgedessen setzen sich Schriftsteller weiterhin mit der Philanthropie des Arztes und dem späteren amerikanischen Krieg in Südostasien auseinander.
Dooleys wichtigster Biograf, James Fisher, schrieb, dass er „nie zu vergessen versuchte, was die Mühen und das Leiden dieses Mannes für unzählige Menschen jeglicher Herkunft bedeuteten... dass sein Geist in Taten der Nächstenliebe und Barmherzigkeit weiterlebt, die überall auf der Welt von denjenigen vollbracht werden, die er berührte.“ Fast vier Jahre nach seinem Tod schrieb die New York Times, dass seine Arbeit „aktiver war, als sie es selbst zum Zeitpunkt seines Todes war.“

## Veröffentlichungen
- Deliver Us from Evil: The Story of Vietnam's Flight to Freedom (New York: Farrar, Straus and Cudahy, 1956).
- The Edge of Tomorrow (New York: New American Library, 1958).
- The Night They Burned the Mountain (New York: Farrar, Straus & Cudahy, 1960).